# Ricadi
Ricadi est une commune italienne de la province de Vibo Valentia dans la région Calabre en Italie.

## Administration
| Période                                  | Période  | Identité               | Étiquette       | Qualité               |
| ---------------------------------------- | -------- | ---------------------- | --------------- | --------------------- |
| 1899                                     | 1910     | Melidoni Girolamo      |                 |                       |
| 1910                                     | 1914     | Di Costa Giuseppe      |                 |                       |
| 1914                                     | 1924     | Pontoriero Francesco   |                 |                       |
| 1924                                     | 1924     | Gaspare Cesare         |                 | commissaire du préfet |
| 1924                                     | 1924     | Scarfò Vincenzo        |                 | commissaire du préfet |
| 1924                                     | 1925     | La Torre Raffaele      |                 | commissaire du préfet |
| 1925                                     | 1925     | Barone Orazio          |                 |                       |
| 1925                                     | 1933     | Schiariti Gregorio     |                 | podestat              |
| 1933                                     | 1935     | Pugliese Michele       |                 | commissaire du préfet |
| 1935                                     | 1940     | Conti Scrugli Ottavio  |                 | podestat              |
| 1940                                     | 1941     | Mottola Notar Antonio  |                 | podestat              |
| 1941                                     | 1944     | Conti Scrugli Vincenzo |                 | podestat              |
| 1944                                     | 1944     | Sculco Bonavenura      |                 | commissaire du préfet |
| 1944                                     | 1945     | Alfano Natale          |                 | commissaire du préfet |
| 1945                                     | 1945     | De Dominic Luigi       |                 | commissaire du préfet |
| 1945                                     | 1945     | Pugliese Michele       |                 | commissaire du préfet |
| 1945                                     | 1946     | Garcea Giuseppe        | centre-gauche   |                       |
| 1946                                     | 1956     | Saragò Michele         | centre-gauche   |                       |
| 1956                                     | 1959     | Pantano Agostino       | centre-gauche   |                       |
| 1959                                     | 1964     | Tropeano Antonio       | centre-gauche   |                       |
| 1964                                     | 1979     | Cormace Giuseppe       | centre-gauche   |                       |
| 1979                                     | 1983     | Loiacono Antonio       | centre-gauche   |                       |
| 1983                                     | 1992     | Laversa Francesco      | centre-droite   |                       |
| 1992                                     | 1993     | PantanoDomenico        |                 | commissaire du préfet |
| 1993                                     | 1998     | Grande Roberto         | dernière gauche |                       |
| 1998                                     | 2005     | Laversa Francesco      | centre-droite   |                       |
| 25/04/05                                 | En cours | Laria Domenico         | gauche          |                       |
| Les données manquantes sont à compléter. |          |                        |                 |                       |

### Hameaux
Barbalàconi, Brivàdi, Capo Vaticano, Ciaramìti, Lampazòne, Orsigliàdi, Santa Domenica, Santa Maria, San Nicolò.

### Communes limitrophes
Drapia, Joppolo, Spilinga, Tropea.